# Paramusonia cubensis
Paramusonia cubensis är en bönsyrseart som beskrevs av Henri Saussure 1869. Paramusonia cubensis ingår i släktet Paramusonia och familjen Thespidae. Inga underarter finns listade i Catalogue of Life.